# Estación Central de Colonia

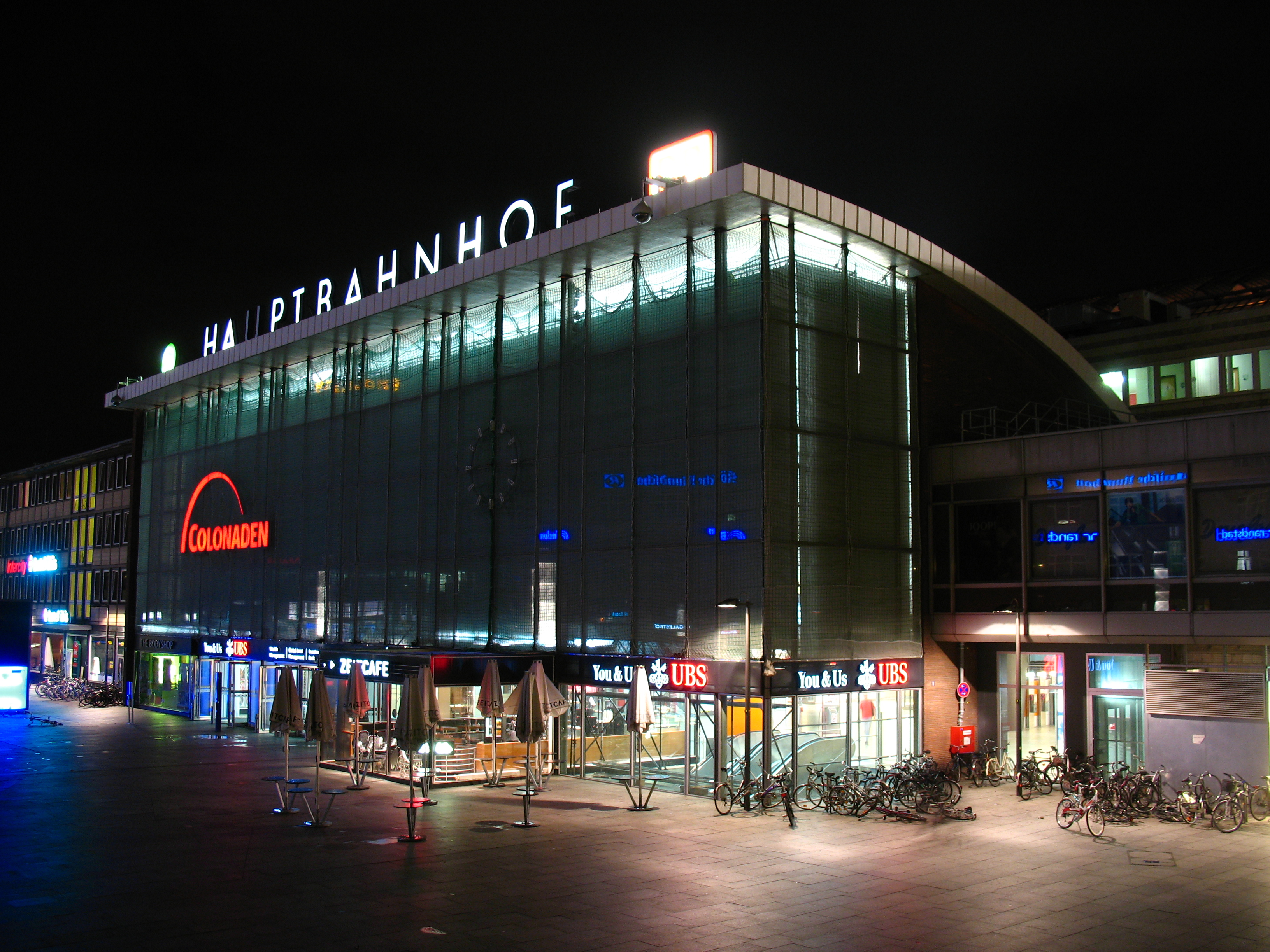
Vista nocturna de la estación.

La Estación Central de Colonia (en alemán: Köln Hauptbahnhof, abrev: Köln Hbf) es la principal estación de trenes de la ciudad alemana de Colonia. Está situada inmediatamente al norte de la mayor atracción turística de la ciudad, la Catedral de Colonia, junto a la margen izquierda del Rin, conectada con la otra orilla por el Puente Hohenzollern, que conduce directamente a la estación de Colonia-Deutz.
La estación es un importante punto de enlace nacional e internacional con múltiples líneas locales, regionales e internacionales, incluyendo conexiones a Moscú (línea directa), Copenhague, Nápoles, Londres y otros destinos, con una línea de alta velocidad, el tren Thalys, hacia París vía Bruselas. En total transitan por ella diariamente 1.230 trenes, de los cuales 243 son de larga distancia, con un promedio diario de 250.000 pasajeros. 

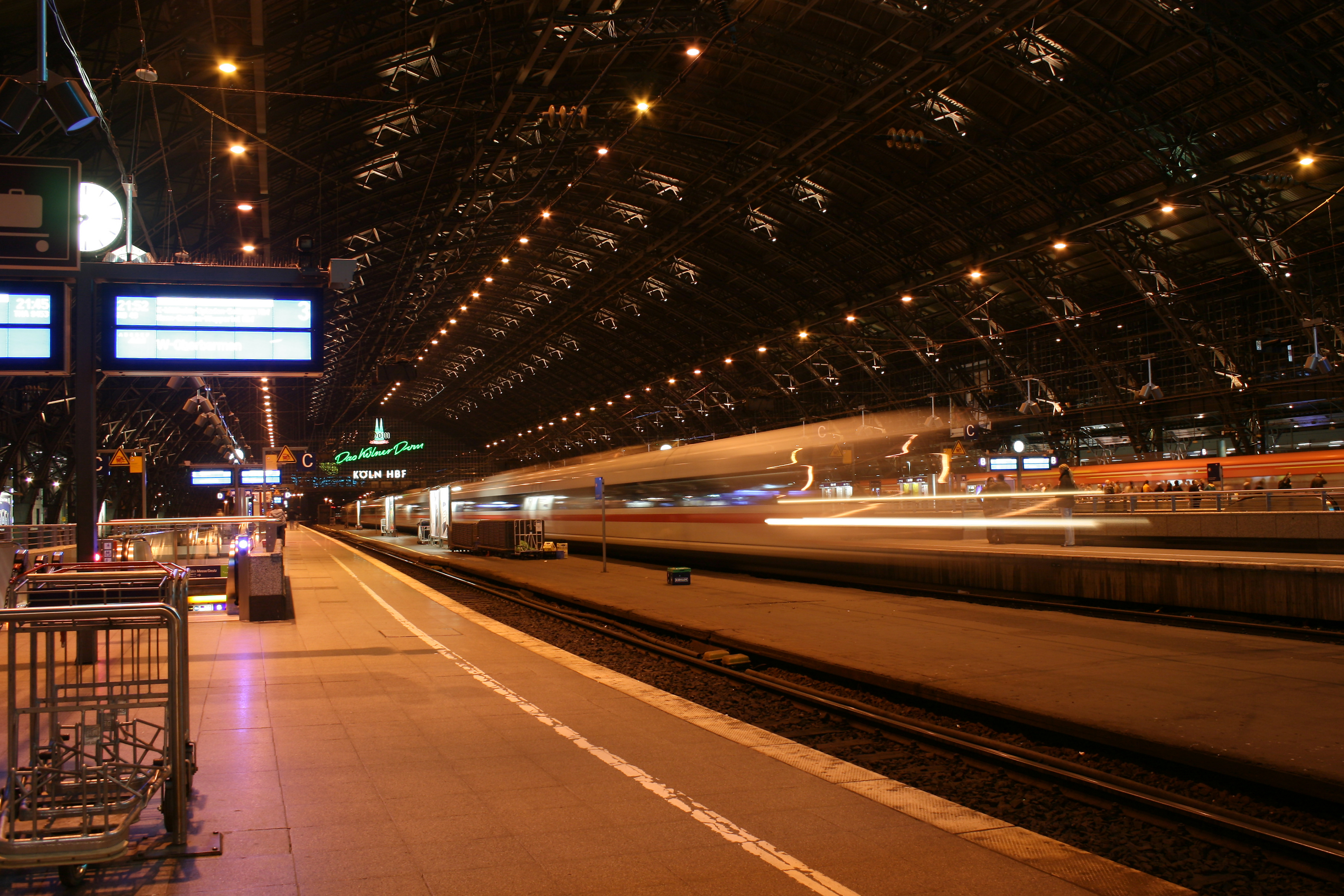
Vista del interior de la estación.

## Historia
La estación es, en su núcleo, un bello edificio de hierro forjado del siglo XIX; su arquitectura se divisa especialmente bien desde el puente de los Hohenzollern. Fue terminada en 1894. Tres arcos de hierro recubren los andenes. El arco central, en su momento el más grande de los existentes, recubría con sus 64 m de luz los andenes que hoy llevan los números 2 a 7. 
Durante la II Guerra Mundial, la estación fue destruida en gran parte, lo mismo que el puente. Se reconstruyó en varias fases, hasta que en septiembre de 1957 se terminó la nueva sala de acceso.